# Sanjia (köpinghuvudort i Kina, Hainan Sheng, lat 19,24, long 108,76)
Sanjia är en köpinghuvudort i Kina. Den ligger i provinsen Hainan, i den södra delen av landet, omkring 190 kilometer sydväst om provinshuvudstaden Haikou. Antalet invånare är 27 948. Befolkningen består av 13 269 kvinnor och 14 679 män. Barn under 15 år utgör 23,0 %, vuxna 15-64 år 68 %, och äldre över 65 år 7,0 %.
Runt Sanjia är det ganska tätbefolkat, med 172 invånare per kvadratkilometer. Sanjia är det största samhället i trakten. Omgivningarna runt Sanjia är en mosaik av jordbruksmark och naturlig växtlighet.
Genomsnittlig årsnederbörd är 1 630 millimeter. Den regnigaste månaden är juli, med i genomsnitt 279 mm nederbörd, och den torraste är februari, med 13 mm nederbörd.